# 三井銀行

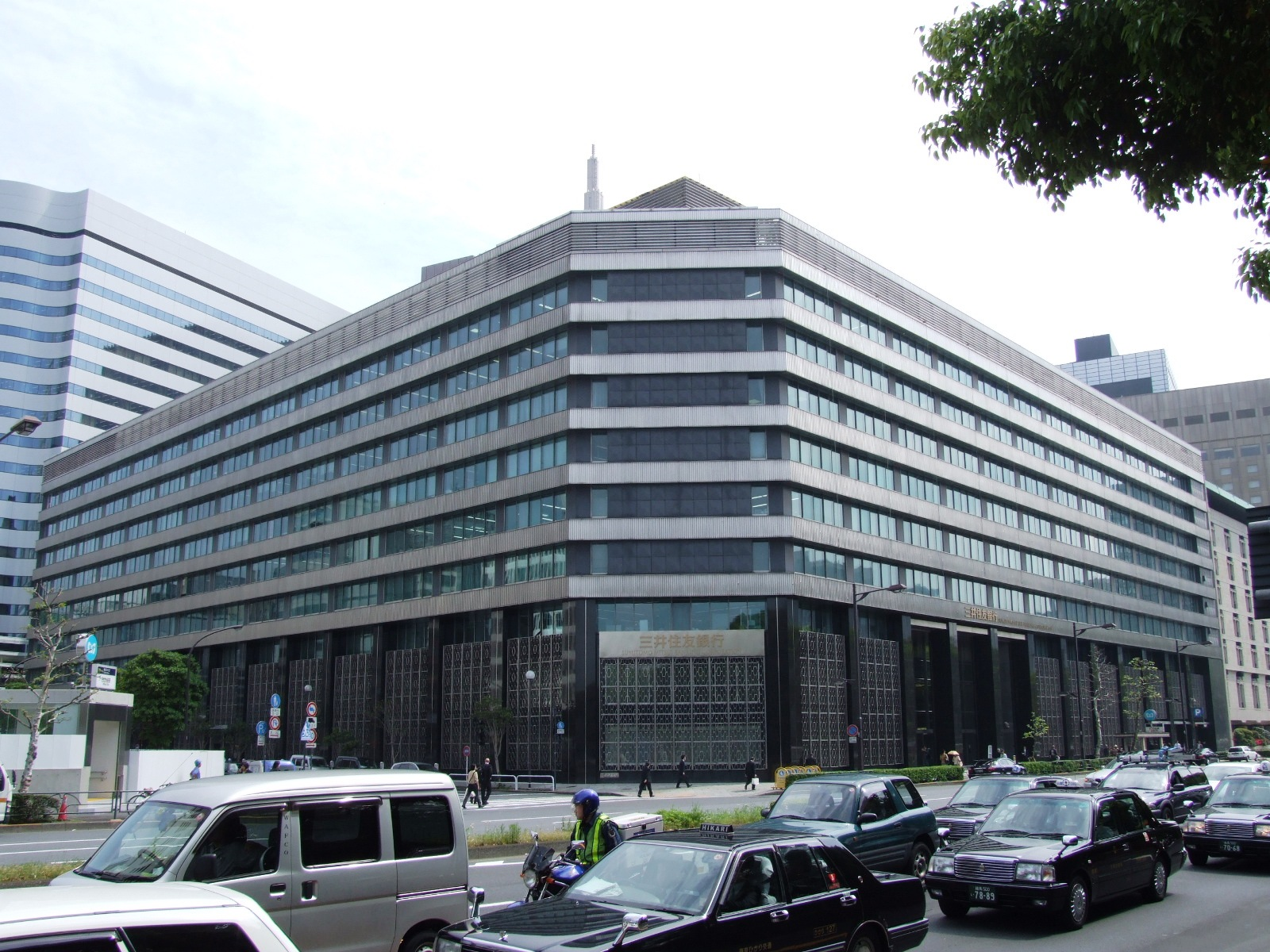
三井銀行總部日比谷三井大廈

三井銀行（日语：三井銀行，The Mitsui Bank, Ltd.）是日本過去存在的一家都市銀行。1990年，三井銀行和太陽神戶銀行合併為太陽神戶三井銀行，並在1992年改名為櫻花銀行。三井銀行是三井集團的核心，也是日本最古老的銀行，創建於1876年。1943年，三井銀行一度和第一銀行合併為帝國銀行。在櫻花銀行和住友銀行合併為三井住友銀行之後，「三井」之名也得以復活。